# Харківський завод сільськогосподарських машин Мельгозе
Харківський завод сільськогосподарських машин Мельгозе (1873–1923) — приватне промислове підприємство в Харкові, що спеціалізувалося на випуску сільськогосподарських машин. Засноване промисловцем Е. І. Мельгозе в 1873 році. У 1923 році увійшов до складу заводу «Серп і Молот».

## Історія
Корпуси заводу розташовувалися в Харкові по Кінної вулиці, № 27(нині вул. Богдана Хмельницького.
У 1889 році на заводі працювало 58 робітників, завод виготовляв плуги, кінні приводи та інше знаряддя на 40 тисяч рублів на рік.
Завод випускав кінні молотарки, кінні приводи, сівалки, віялки, молотарки, жнивні машини та іншу сільськогосподарську продукцію, а також здійснював реалізацію імпортних жнивних машин, переважно німецького і американського виробництва.
У 1912 р на всеросійській виставці в Петрограді сівалки Е. І. Мельгозе за видатні якості удостоєні великої золотої медалі.
Після встановлення у Харкові більшовицької влади в 1918 році завод Мельгозе був націоналізований і перейменований у 2-й Державний завод сільськогосподарських машин імені Артема.
Після взяття Харкова Добровольчою Армією в червні 1919 завод Мельгозе на деякий час був виведений з державної власності і було відновлено його колишньому назві, з яким проіснував до грудня 1919, коли знову був націоналізований з приходом більшовиків.
В 1923 рік у завод Мельгозе був ліквідований як окремий промисловий об'єкт і об'єднаний з колишнім заводом Гельферіх-Саде, перейменованим в 1922 році в  1-й Державний завод сільськогосподарських машин «серп і молот».